# Trolleybus d'Arnhem
Le trolleybus d'Arnhem est un réseau de trolleybus qui dessert l'agglomération d'Arnhem aux Pays-Bas. C'est la seule ville néerlandaise à être actuellement dotée d'un tel réseau.

## Réseau actuel

### Aperçu général
Le réseau actuel compte six lignes.

### Matériel roulant
Depuis 2013, le réseau utilise 11 Hess Swisstrolley 4, le renouvellement du parc se poursuivra sur 2016-2017 avec 20 autres exemplaires de ce modèle.